# Василево (Островський район)
Василево (рос. Василёво) — присілок в Островському районі Костромської області Російської Федерації.
Населення становить 12 осіб. Входить до складу муніципального утворення Адищевське сільське поселення.

## Історія
Від 1944 року населений пункт належить до Костромської області.
Від 2007 року входить до складу муніципального утворення Адищевське сільське поселення.

## Населення
| 2008 | 2010 | 2014 |
| ---- | ---- | ---- |
| 15   | ↗19  | ↘12  |